# Taroom
Taroom est une localité australienne située dans la zone d'administration locale de Banana au Queensland.

## Géographie
Taroom est établie le long de la Dawson, dans le Queensland central, à 150 km au sud de Biloela et à 480 km au nord-ouest de Brisbane. Elle est traversée par la Leichhardt Highway.

## Histoire

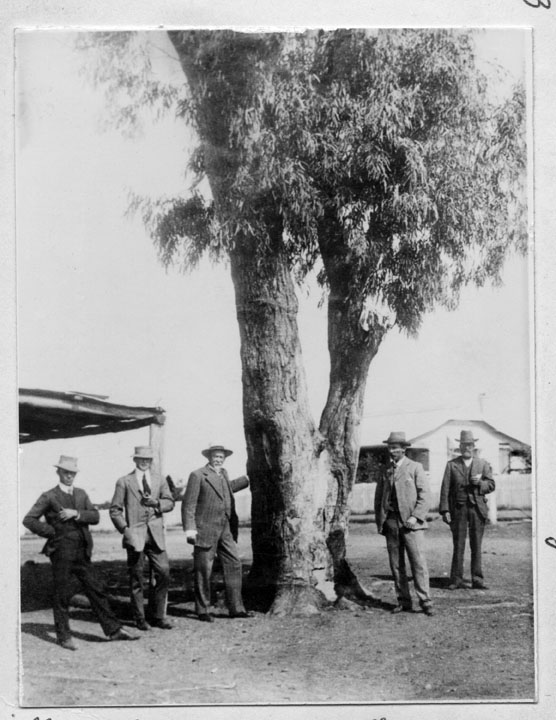
L'arbre de Leichhardt à Taroom vers 1914.

L'explorateur prussien, Ludwig Leichhardt, traversa la région en 1844 et grava ses initiales, ainsi que la date, sur le tronc d'un Eucalyptus coolabah, arbre qui se trouve maintenant au centre de la ville. L'inscription de Leichhardt n'est plus visible par suite d'une tentative présumée d'enlever l'écorce qui poussait sur les initiales, tentative qui les aurait fait disparaître.
La richesse des sols de la région a attiré des colons qui ont commencé à s'implanter en 1845, et en 1850 une ville a été créée sur l'emplacement d'un camp très fréquenté proche de la rivière Dawson.
Appelée à l'origine Bonners Knob, la ville a été rebaptisée Taroom lors de l'achèvement du premier bureau de poste en 1856, peut-être d'après le nom de l'élevage de bétail de Taroom situé à proximité. Le nom serait un terme aborigène désignant un arbre fruitier indigène de la région. À 40 km à l'ouest de Taroom se trouve le poste de Hornet Bank où se déroula en 1857 un massacre, à la suite duquel les représailles ont conduit à l'extinction du groupe des indigènes Yeeman et de leur langue.
En 1879, Taroom devient le siège du comté homonyme qui existe jusqu'en 2008, quand il est dissous et intégré au sein de celui de Banana.
Le 30 août 1972, un camion transportant environ 20 tonnes de nitrate d'ammonium explosa au nord de Taroom à la suite d'un incendie, faisant trois morts,.

## Démographie
| 2011 | 2016 | 2021 |
| ---- | ---- | ---- |
| 873  | 869  | 885  |

## Économie
Taroom est l'un des principaux centres de production du bœuf dans le Queensland. On y pratique aussi la culture du blé dur et la sylviculture.

## Patrimoine
Taroom possède un moulin à vent rare, situé sur les rives de la Dawson. D'une conception inhabituelle, celui-ci, qui fut produit par la Steel Wings Company à Sydney entre 1907 et 1911, est l'un des six modèles jamais construits. Ces moulins à vent ont un châssis et une roue de pales en acier, l'ensemble s'orientant vers le vent par rotation entre un palier à roulements à la base et un pivot au sommet. Ce pivot qui soutient l'ensemble, est arrimé au sol par des haubans. Ce moulin et celui de Jerilderie dans la Riverina ont été restaurés et sont les seuls exemples connus au monde de moulins à vent fonctionnels conçus de cette manière.
Les parcs nationaux d'Isla Gorge, de Precipice et d'Expedition sont tous situés à proximité.